# Song Yun-ah
Song Yun-ah (alternativ Song Yoon-a geschrieben, * 7. Juni 1973 in Seoul) ist eine südkoreanische Schauspielerin.

## Leben und Karriere
Song Yun-ah wurde in Seoul geboren, ihre Kindheit verbrachte sie jedoch in Gimcheon, Gyeongsangbuk-do. Ihre Eltern waren Lehrer und legten große Bedeutung in die Erziehung ihrer Kinder. Songs Familie ist römisch-katholisch; sie selbst wurde mit dem Namen Anna getauft. Song Yun-ah hat zwei ältere Brüder, beide besuchten die Seoul National University. Sie selber studierte Kulturanthropologie an der Hanyang University.
Während ihres Studiums besuchte Song eine Schauspielerakademie und trat als Werbemodel für verschiedene Magazine auf. 1995 nahm sie an der Schauspieler-Castingshow des Fernsehsenders KBS teil und wurde dreifach ausgezeichnet. Mit Cha Tae-hyun, der ebenfalls durch dieses Casting seine Schauspielkarriere begann, ist sie heute noch befreundet. Ihren Durchbruch erlangte sie 1998 durch den Auftritt in der Fernsehserie Mister Q als Gegenspielerin von Kim Hee-sun, mit der sie ebenso eine gute Freundschaft hält.
2009 heiratete sie den Schauspielerkollegen Sol Kyung-gu, mit dem sie gemeinsam in den Filmen Jail Breakers (2002) und Lost in Love (2006) auftrat. 2010 brachte sie einen gemeinsamen Sohn zur Welt.

## Filmografie (Auswahl)

### Filme
- 1997: 1818 (Profanity)
- 1998: Zzang (The Best)
- 2000: A Masterpiece in My Life
- 2002: Jail Breakers
- 2004: Face
- 2006: Lost in Love
- 2006: Haunted Village (아랑 Arang)
- 2009: Secret
- 2010: Wedding Dress

### Fernsehserien
- 1995: Age of Individuality
- 1995: Brilliant People (Dazzling Dawn)
- 1996: Tears of the Dragon
- 1997: Drama City (Folge The Road to Gorangpo )
- 1997: Hometown of Legends (Folge Kumiho - The Nine-Tailed Fox)
- 1997: Beyond the Horizon
- 1998: Love
- 1998: Mister Q
- 1998: Paper Crane
- 1998: Advocate
- 1999: The Boss
- 1999: You Don’t Know My Feelings (You Don’t Know My Mind)
- 1999: Love Story (Folge 3 Lost Baggage)
- 2000: Bad Friends (Bad Boys)
- 2001: Hotelier
- 2001: Sweet Bear (My Love, Sweet Moon Bear)
- 2002: The Present
- 2004: Into the Storm
- 2005: Hong Kong Express
- 2006: My Beloved Sister
- 2008: On Air
- 2010: Secret Garden
- 2014: Mama
- 2015: Assembly
- 2016: THE K2

## Auszeichnungen
- 1998: SBS Drama Awards: Außerordentliche Schauspielerleistung für Mister Q
- 1998: KBS Drama Awards: Beliebteste Darstellerin für Paper Crane
- 1999: Paeksang Arts Awards: Beliebteste TV-Darstellerin für Mister Q
- 1999: MBC Drama Awards: Außerordentliche Schauspielerleistung für The Boss
- 2000: SBS Drama Awards: Big-Star-Preis
- 2001: MBC Drama Awards: Beste Darstellerin für Hotelier und Sweet Bear
- 2002: Blue Dragon Awards: Beste Nebendarstellerin für Jail Breakers
- 2003: Grand Bell Awards: Beste Nebendarstellerin für Jail Breakers
- 2004: SBS Drama Awards: Außerordentliche Schauspielerleistung für Into the Storm
- 2007: MBC Drama Awards: Lebenswerk
- 2008: SBS Drama Awards: Beste Darstellerin für On Air
- 2014: MBC Drama Awards: Beste Darstellerin für Mama
- 2015: Paeksang Arts Awards: Beste Darstellerin für Mama